# Château-Vieux (Valais)
Pour les articles homonymes, voir Château-Vieux.
Le Château-Vieux, aussi appelé château de la Motte, est un château en ruines situé sur une colline à Monthey, dans le canton du Valais, en Suisse. 
La date de construction du Château-Vieux est inconnue. Il est mentionné pour la première fois en 1239 dans un acte d'apanage à Marguerite de Savoie. Il est utilisé par les châtelains de Monthey, qui dépendent du bailli du Chablais siégeant au château de Chillon. Remplacé par le château de Monthey — appelé « Château-Neuf » par opposition —, le Château-Vieux est à l'état de ruine depuis le XVe siècle. En 1727, la Vièze est déviée et la partie sud du château est entièrement détruite pour laisser passer son nouveau lit.
Le château était composé d'un donjon et comprenait un bourg. Son entrée principale se faisait depuis Outrevièze, au sud, en passant par un pont-levis. Une poterne permettait également d'accéder au château depuis l'ouest par un chemin raide qui a subsisté. Le Château-Vieux contenait également la première chapelle de Monthey.

## Géographie

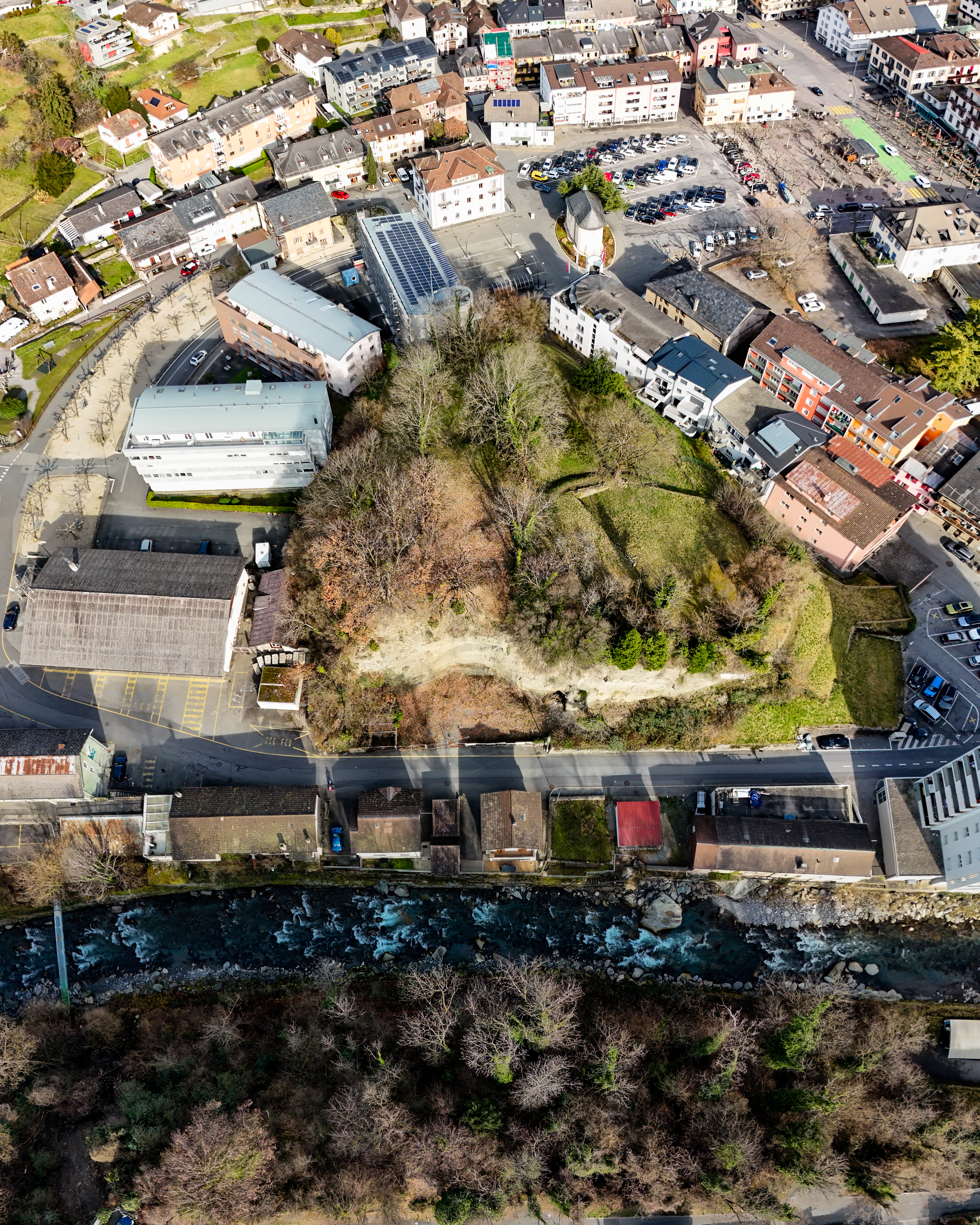
Vue de dessus de la colline de la Motte et de la Vièze.

Au Moyen Âge, le Château-Vieux occupe un promontoire menant à Outrevièze qui forme la dernière boucle de la Vièze à la sortie du val d'Illiez. En 1726 et 1727, à la suite de plusieurs inondations, le lit de la rivière est corrigé afin qu'elle puisse accéder au Rhône en ligne droite depuis ce point. Une tranchée de 280 mètres de long et 10 mètres de large est creusée à travers le promontoire, dès lors transformé en colline appelée « colline de la Motte », de l'ancien nom « château de la Motte ». Les falaises latérales ayant continué de s'effondrer, la tranchée s'est agrandie et atteint plus de 70 mètres de large. Entre le premier cadastre de 1870 et 1952, la hauteur de la colline a diminué de 8 à 10 mètres.
La colline de la Motte est principalement composée de sables, graviers et galets. Ces roches sont d'origine glaciaire ; elles ont certainement été déposées par le glacier du Rhône. La colline est entourée par le cône de déjection de la Vièze.

## Histoire

### Moyen Âge

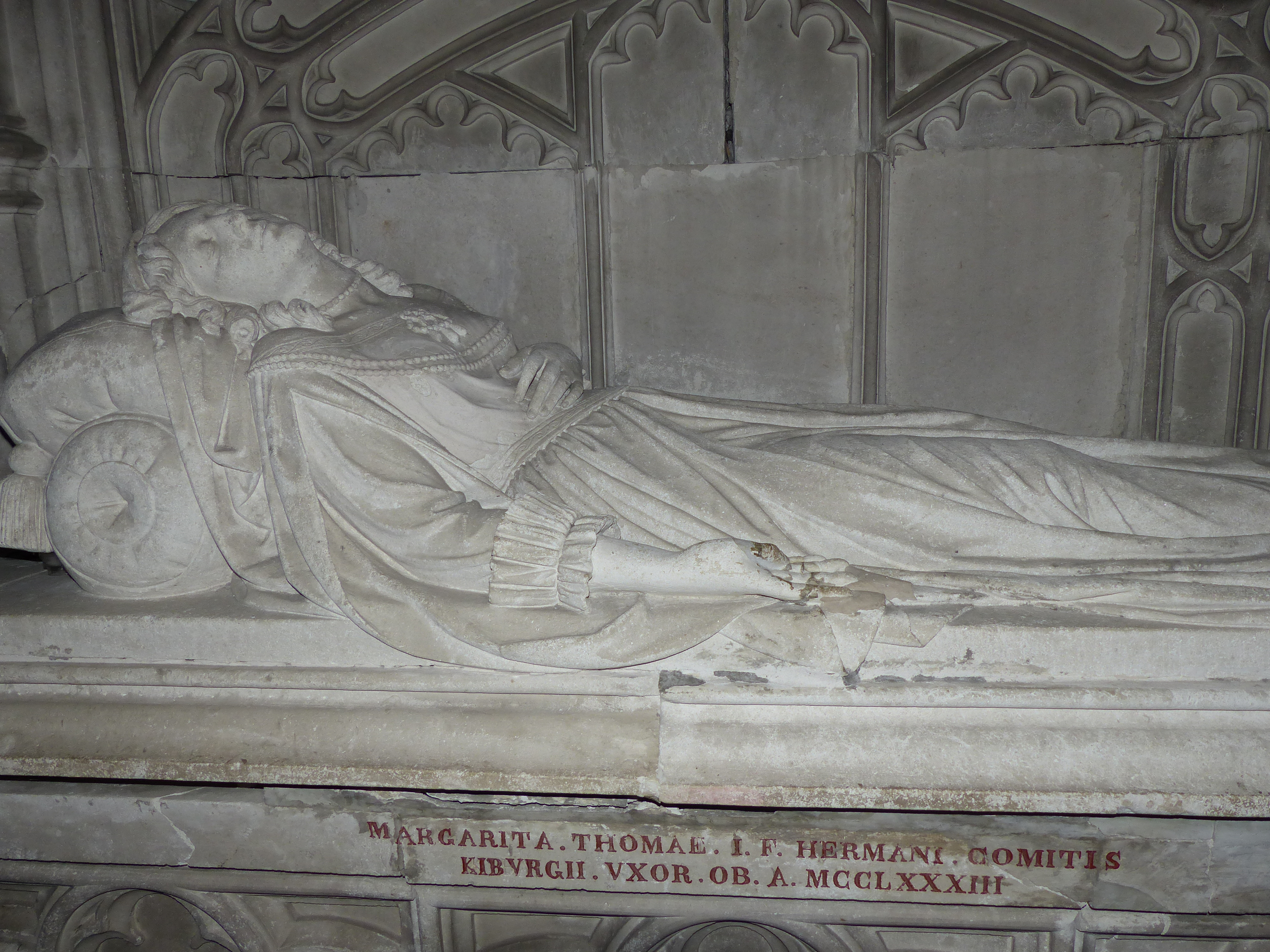
Cénotaphe de Marguerite de Savoie (abbaye d'Hautecombe), première propriétaire connue du Château-Vieux.

La date de construction du Château-Vieux n'est pas connue. Les premiers vidomnes et majors de Monthey sont attestés respectivement au XIIIe siècle et en 1206. Le Château-Vieux est documenté pour la première fois en 1239, lorsque le comte de Savoie Amédée IV le donne en apanage à sa sœur Marguerite de Savoie, qui réside soit à Monthey soit au château de Chillon. Au moment de l'apanage, le Château-Vieux dépend du bailli du Chablais, qui siège à Chillon, et la châtellenie de Monthey comprend Collombey, Vouvry, Saint-Maurice, Troistorrents et le val d'Illiez, qui est composé de plusieurs seigneuries dans sa partie supérieure.
En 1267, la comtesse Marguerite passe un acte au Château-Vieux avec la propriété des Pereys, de la châtellenie de Monthey, pour qu'ils fournissent « un client muni de l'épée et de la lance », « un poing plein de chanvre » et une modeste contribution financière. Le château est alors gardé par trois soldats, un ecclésiastique qui s'occupe de la chapelle et un portier. En 1274-1275, le châtelain de Monthey Jean de Berne dispose d'un sautier pour l'administration du Château-Vieux. En 1282, un acte d'affranchissement pour Collombey, Muraz, Troistorrents et Choëx est signé par le comte Philippe Ier de Savoie au Château-Vieux. Au décès de Marguerite de Kybourg en 1283, le domaine de Monthey revient au comte de Savoie.
En 1315, le chatelain de Monthey est chargé par le comte Amédée V de faire réparer les digues de la Vièze. Il a également pour mission de contraindre le chapelain Jean des Ylettes — probablement responsable de la chapelle du château — et la communauté montheysanne à participer aux travaux alors qu'ils refusent de payer pour ceux-ci. La seigneurie de Monthey change à nouveau de propriétaire en 1329, passant en douaire à Marie de Brabant, veuve du comte. C'est ensuite à Blanche de Savoie, sœur du comte Amédée VI et épouse de Galéas II Visconti, que revient le Château-Vieux de 1357 jusqu'en 1404. Durant cette période, le châtelain est remplacé par un gouverneur. En 1497, Louise de Savoie, femme de François de Luxembourg et nièce du duc de Savoie Philippe II, reçoit le château en dot. Monthey est occupée en 1476 par les dizains valaisans puis à nouveau en 1506. La ville est définitivement occupée par les dizains dès 1536 et un gouverneur valaisan y est placé pour remplacer la famille de Luxembourg.
Le Château-Vieux a cependant perdu de son importance au XIVe siècle, la population montheysanne ayant obtenu des franchises dès 1352 pour s'installer hors murs, proche du château de Monthey, parfois qualifié de « moderne » ou de Château-Neuf, en opposition au Château-Vieux,. La date exacte de l'abandon du Château-Vieux n'est pas connue, bien qu'elle semble coïncider avec le départ des gouverneurs des Visconti. Ses murs s'écroulent en 1454.

### Époque contemporaine

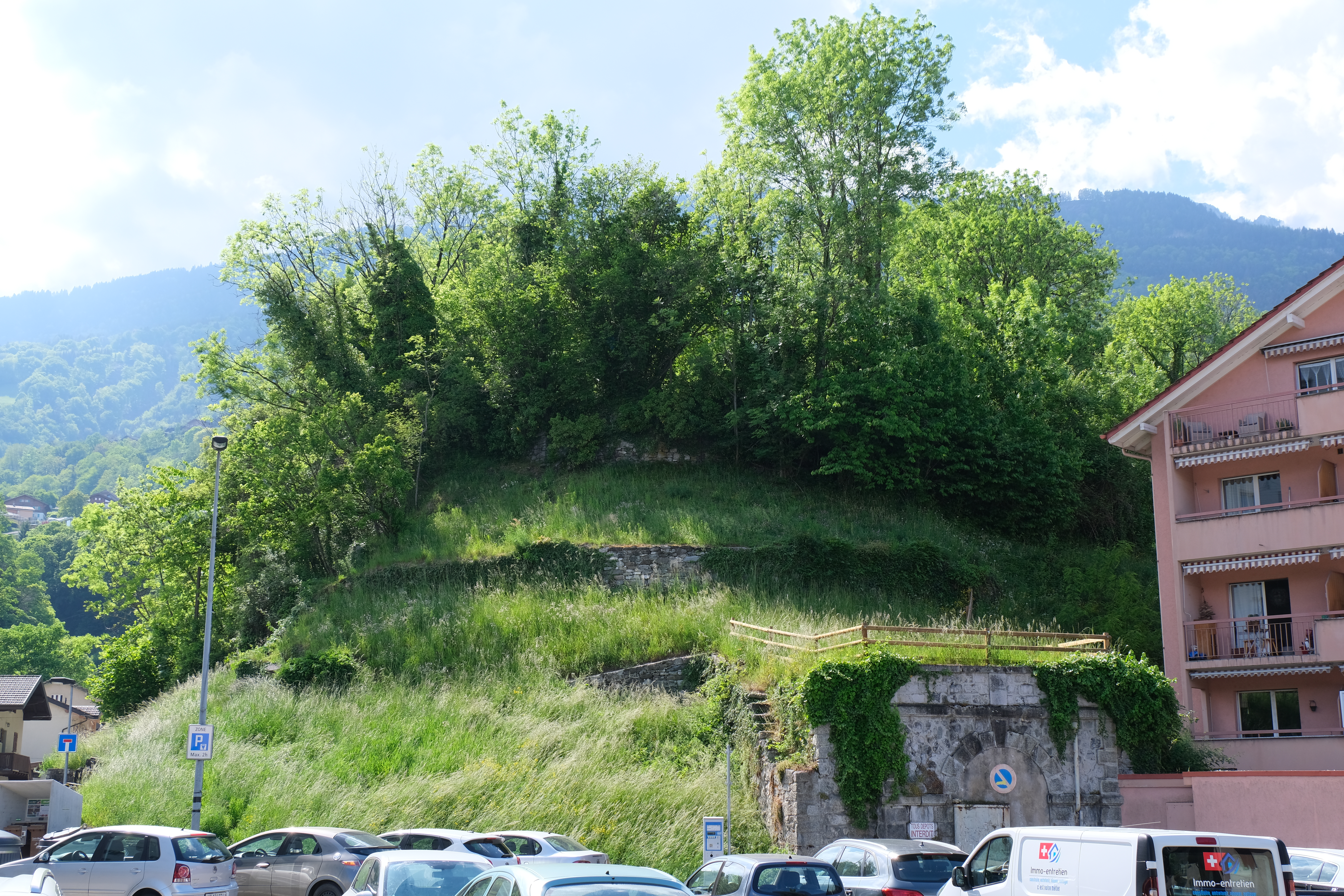
Colline et entrée de l'abri antiaérien du Château-Vieux.

En 1940, le Conseil communal de Monthey décide de l'acquisition du passage sous-terrain du Château-Vieux dans lequel se trouve un abri antiaérien de la Défense aérienne passive.
En 1991, la commune de Monthey construit son nouvel hôtel de ville au pied de la colline du Château-Vieux. Le projet crée une controverse car le bâtiment est partiellement implanté sur le bas de la colline, qui se situe en zone verte. Bien que le projet ait été accepté par le conseil général de la commune, des élus parlent de tromperie tandis que le président et l'architecte communal maintiennent que le projet correspond au permis de construire délivré. La colline est finalement bétonnée sur près de 10 m de hauteur à l'emplacement de la construction. En 1993, à l'issue des travaux, le chemin menant au sommet de la colline est réaménagé avec des marches afin de faciliter son accès. Son départ est également déplacé près du bâtiment administratif.
En 2023, un postulat du conseiller général de Monthey Clément Borgeaud est accepté afin de mettre en valeur le site de Château-Vieux.

## Description

Plan du Château-Vieux avant la correction de la Vièze :
A : Donjon
B : Cour
C : Enclos
D : Tour
E : Entrée principale et pont-levis
F : Poternes
G : Porte du château
Traitillés : situation depuis la correction de la Vièze.

### Accès
L'accès principal au Château-Vieux se faisait par le sud, au moyen d'un pont-levis traversant un fossé. Il était praticable en char. Depuis ce point, un chemin permettait de contourner le château pour accéder au pont sur la Vièze. En face de ce dernier se trouvait un sentier très raide permettant d'accéder au château par deux poternes. Des suite de la correction de la Vièze, il s'agit du seul chemin qui mène au sommet de la colline.

### Fortifications et bâtiments
La modification du lit de la Vièze a détruit la partie sud du château, qui est ainsi mal connue. Un plan d'Isaac Gamaliel de Rovéréa de 1726 permet cependant d'identifier l'ancienne composition du Château-Vieux. L'archéologue Louis Blondel en donne une description prudente. Il était divisé en trois parties et occupait principalement le front ouest du promontoire ainsi qu'une partie du front sud. Au centre, la porte du château donnait sur une cour entourée des dépendances et des logements de la garnison. Au nord de cette cour se trouvait un enclos le long des murs d'enceinte, qui aboutissait plus bas sur une tour de garde carrée. Le donjon — la tour principale dans laquelle le seigneur habite — se trouvait au sud de la cour, cinq mètres plus haut, dominant l'entrée principale de l'enceinte.
La partie ouest du promontoire était occupée par le bourg du château. La disposition des habitations et des rues n'est pas connue, à l'exception de la rue entre la porte du château et la première poterne. Un acte du 3 mai 1329 atteste de maisons de familles nobles mais également de simples habitants. Un mur encore existant entre la poterne et la porte principale indique que le bourg était séparé en deux plateaux superposés.
Certaines maçonneries sont toujours apparentes. D'une épaisseur de plus de 1,3 m, elles sont faites en boulet avec certains chaînages en pierres taillées. Ces murs semblent dater au plus tard du XIIIe siècle.

### Chapelle
Le Château-Vieux comprend la première chapelle de Monthey, dédiée à Marcel Ier, saint pape et martyr. Son emplacement exact n'est pas connu, mais il est très probable qu'elle ait été construite directement dans le château et non pas dans son bourg. Trois messes devaient y être célébrées par semaine en l'honneur des comtes de Savoie. Aymon de Savoie y donne des messes pour sa famille entre 1330 et 1340. En 1454, à la suite de la ruine du château, la chapelle est déplacée dans celle de l'hôpital de Monthey.